# IGoogle
IGoogle (voorheen Google Personalized Homepage en Google IG) was een service van Google gebaseerd op AJAX en bedoeld als startpagina of gepersonaliseerd webportaal (zoals Netvibes, Pageflakes, My Yahoo! en Windows Live Personalized Experience). Google lanceerde de service oorspronkelijk in 2005. Het bevat de mogelijkheid om webfeeds toe te voegen met nieuws, en daarnaast heeft de gebruiker de beschikking over een enorme Google Gadgets-galerij.
Op 30 april 2007 hernoemde Google Google Personalized Homepage in iGoogle. Een halfjaar later kwam iGoogle beschikbaar in meer dan 42 talen.
Google heeft in juli 2012 bekendgemaakt dat gebruikers nog tot 1 november 2013 konden gebruikmaken van de dienst. Daarna werd de dienst definitief gestopt.